# Cornus drummondii
Cornus drummondii är en kornellväxtart som beskrevs av Carl Anton von Meyer. Cornus drummondii ingår i släktet korneller, och familjen kornellväxter. Inga underarter finns listade i Catalogue of Life.

## Bildgalleri

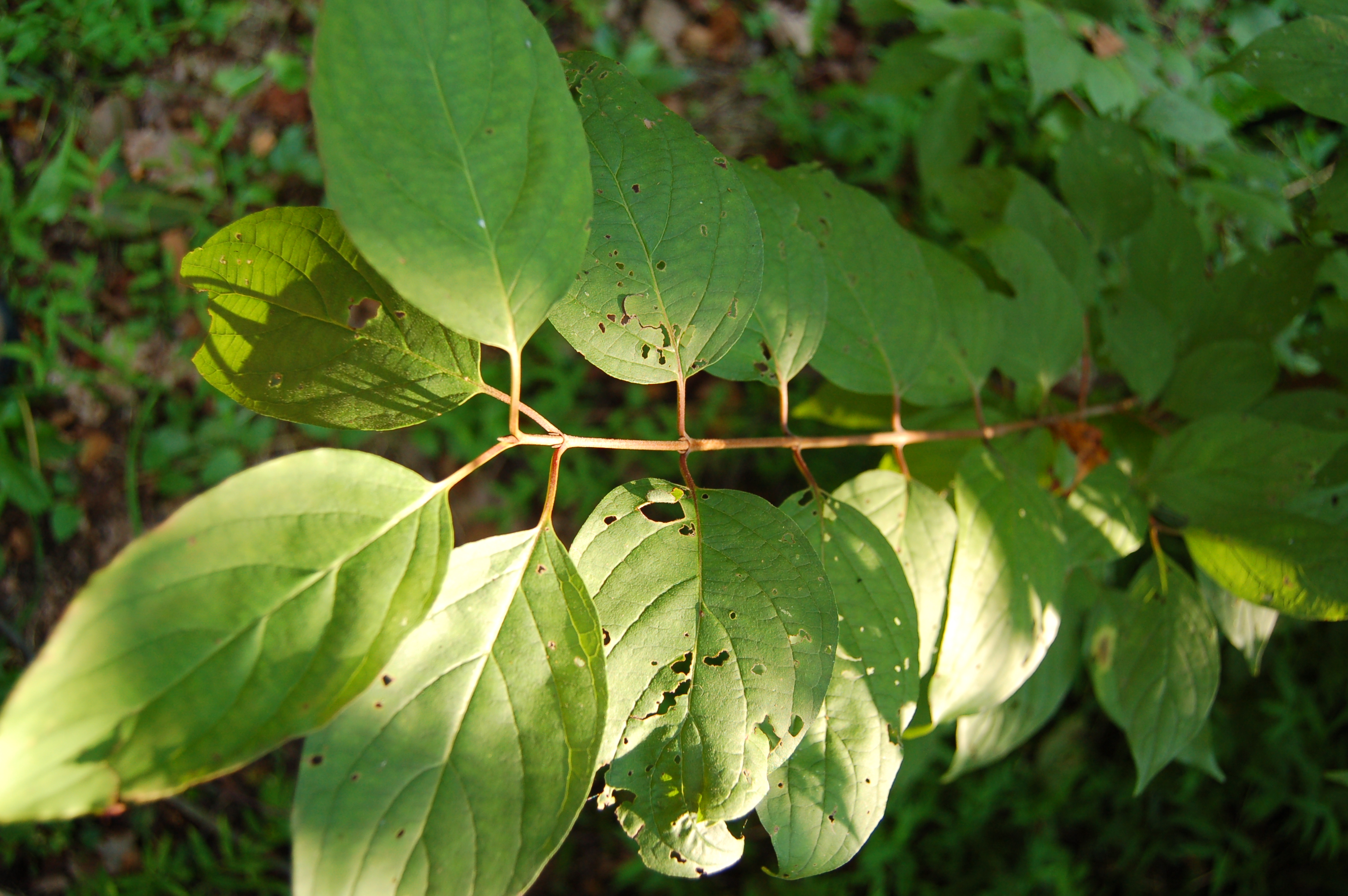
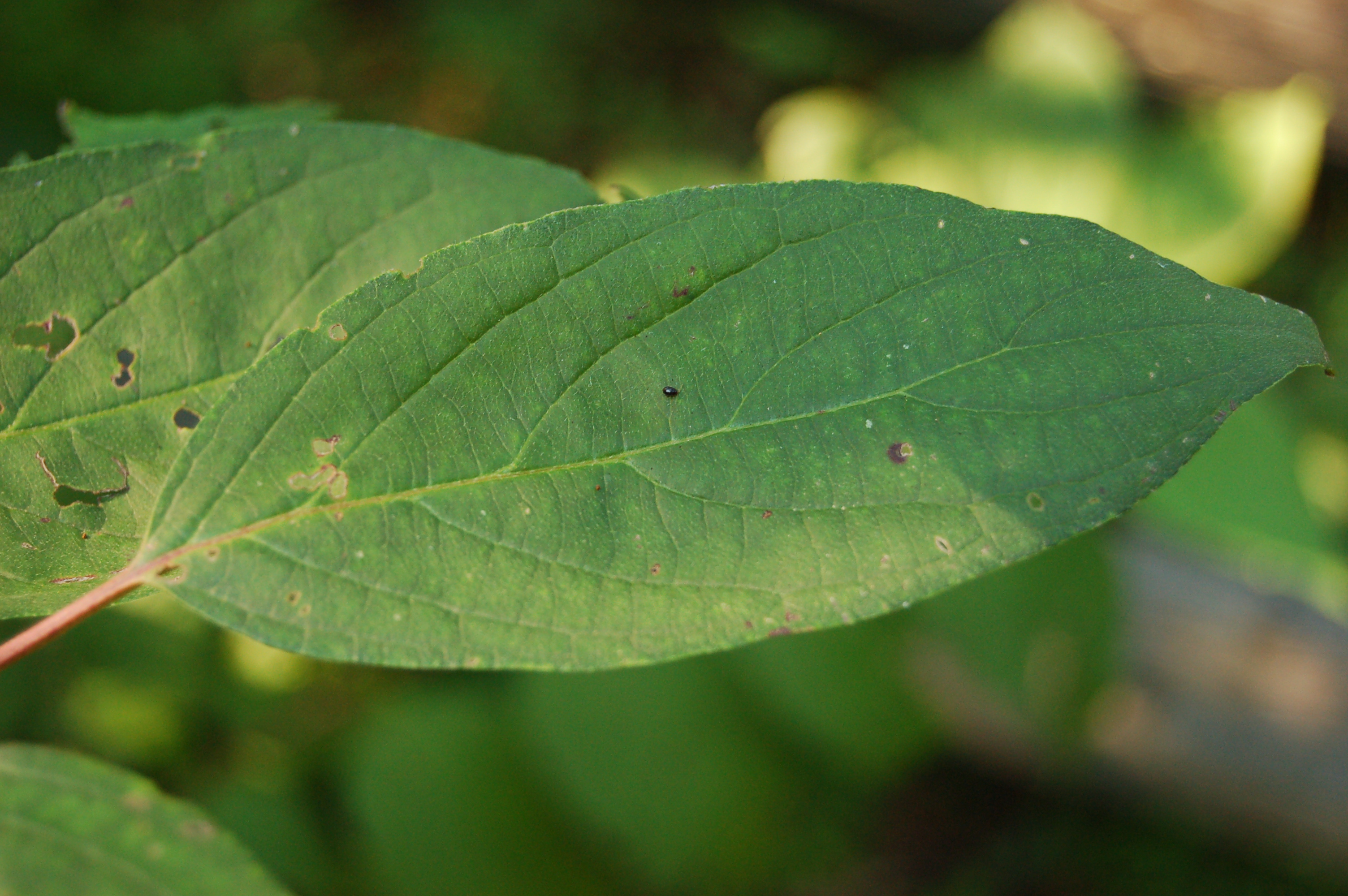
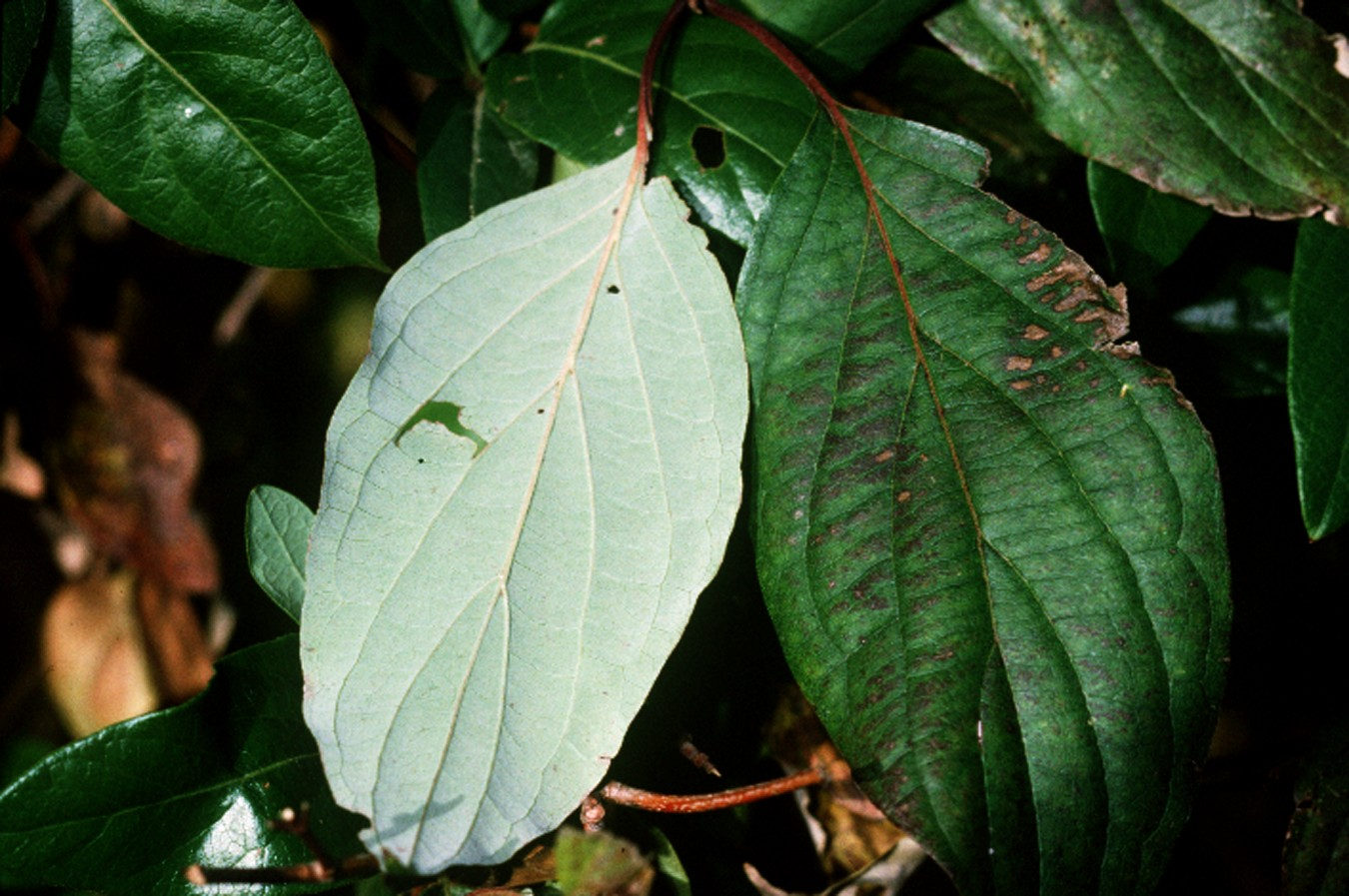
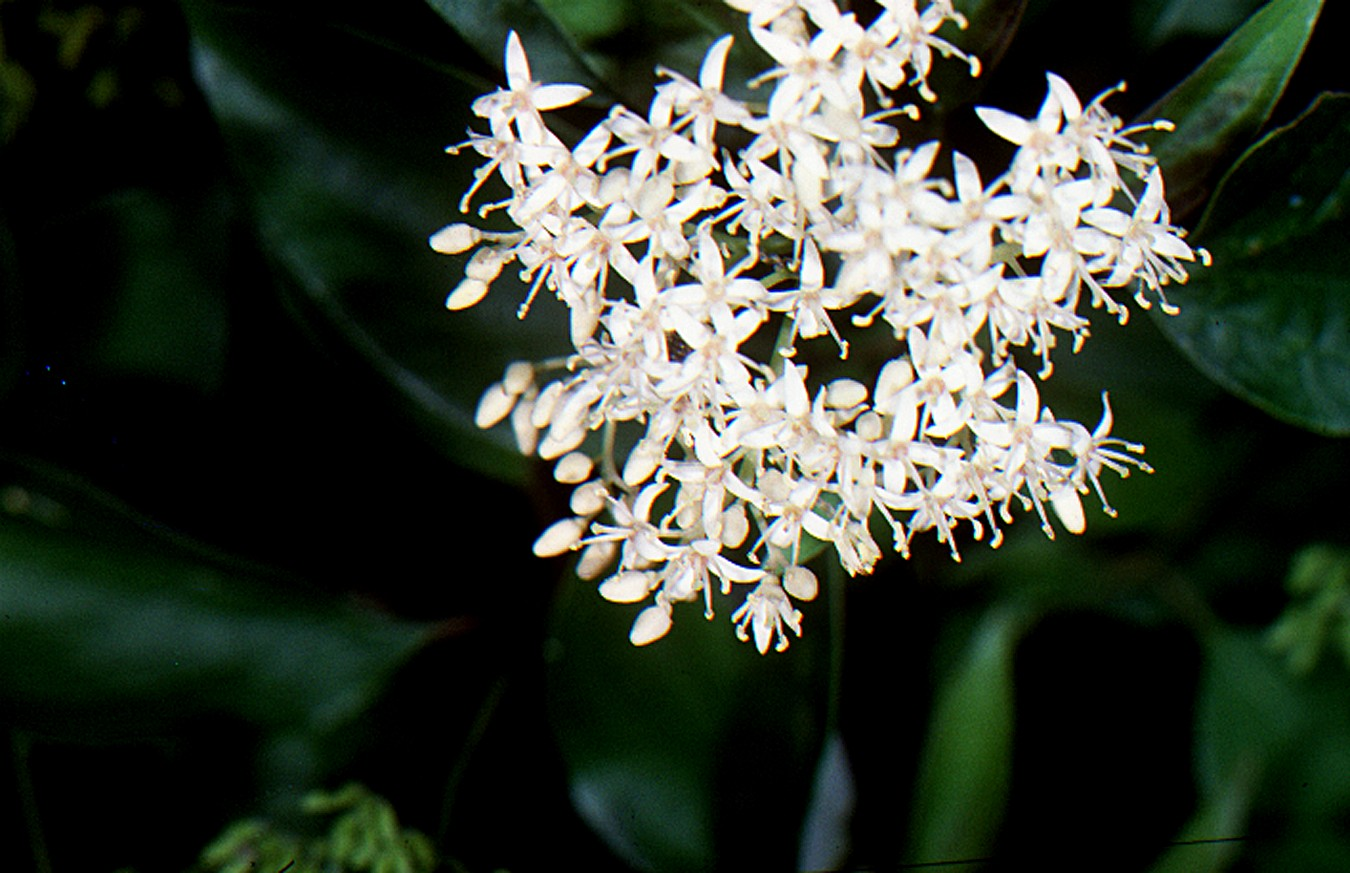
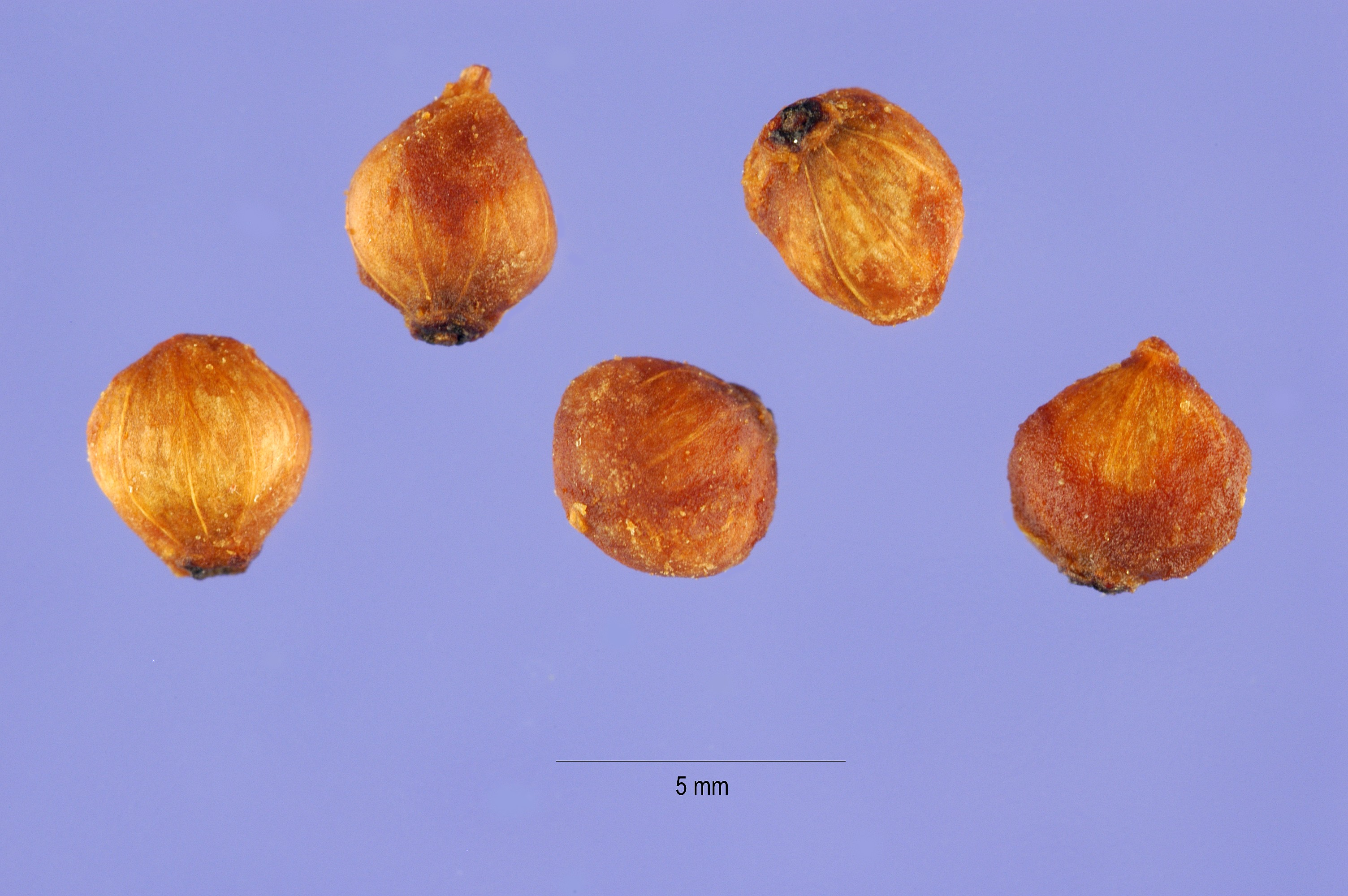
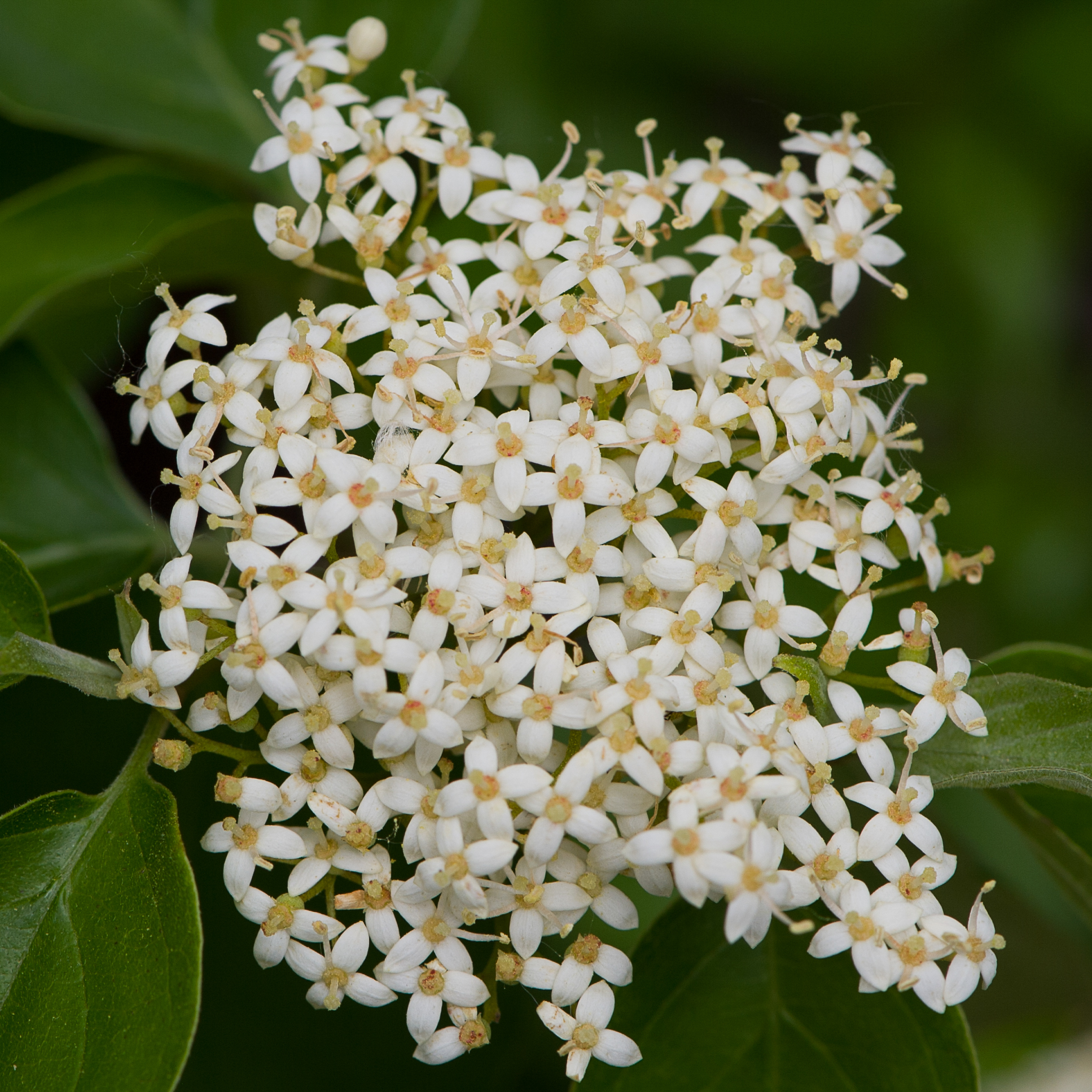